# Communauté de communes de l'Étang du Stock
La communauté de communes de l’étang du Stock est une communauté de communes située dans le département de la Moselle en région Grand Est.
Elle fait partie du pôle d'équilibre territorial et rural du Pays de Sarrebourg.

## Histoire
La communauté de communes de l’étang du Stock a été créée le 1er janvier 2000, par arrêté préfectoral du 17 décembre 1999.
La collectivité doit disparaître et ses communes doivent intégrer la communauté de communes de Sarrebourg - Moselle Sud au plus tard le 1er janvier 2017,.

## Composition
Elle regroupe quatre communes :
| Nom               | Code Insee | Gentilé | Superficie (km2) | Population (dernière pop. légale) | Densité (hab./km2) |
| ----------------- | ---------- | ------- | ---------------- | --------------------------------- | ------------------ |
| Langatte (siège)  | 57382      |         | 12,97            | 568 (2014)                        | 44                 |
| Diane-Capelle     | 57175      |         | 6,07             | 227 (2014)                        | 37                 |
| Kerprich-aux-Bois | 57362      |         | 6,45             | 150 (2014)                        | 23                 |
| Rhodes            | 57579      |         | 11,39            | 120 (2014)                        | 11                 |

## Administration
| Période                                  | Période  | Identité      | Étiquette | Qualité                         |
| ---------------------------------------- | -------- | ------------- | --------- | ------------------------------- |
| Les données manquantes sont à compléter. |          |               |           |                                 |
|                                          | En cours | Bernard Simon |           | Maire de Langatte (depuis 1983) |